# 學習漫畫：人體系列
《學習漫畫：人體系列》是日本小學館於1985年至1986年發行的一套兒童書籍，以漫畫的方式教導人體及生活醫學的知識；本套書籍由時任日本東海大學醫學部教授的中野昭一監修、漫畫家井上大助作畫，共8冊。

## 內容摘要
故事描述來自巴比多星球（パピド星）的少女小莉（日語原名：ピポパ），因學校作業要研究人類的身體而前往地球，不過她的太空船意外墜落在王博士（日語原名：神田博士）的研究室，於是便寄住在博士的家，之後，小莉就與博士的孫子小明（日語原名：ロップ）一起學習醫學知識。透過可以自由改變大小的太空船，再搭配博士的各種發明，小莉與主角們得以進入人體中探險，並探索人體的奧妙。

## 登場角色
| 日語原名                      | 地球出版社譯名 | 長鴻出版社譯名 | 簡介 |
| ----------------------------- | -------------- | -------------- | --- |
| ピポパ                        | 小莉           | 畢妞           | 巴比多星球的外星少女，因學校作業的關係而前往地球，對人體的一切充滿好奇心。                                                        |
| 神田博士                      | 王博士         | 神田博士       | 萬事通的天才博士，除了對人體知識很了解外，也十分擅長發明。手中總是拿著棒棒糖。                                                    |
| 神田 ロップ                   | 小明           | 洛普           | 博士的孫子，聰明與頑皮的小學生，喜愛與小莉一起學習人體的知識。父母現在在非洲擔任動物研究員。                                      |
| 目黒 アヤ                     | 小珍           | 小雅           | 小明的同班同學，聰明可愛的少女，性格貼心。缺點是膽子較小，但遇到危險時偶爾會展現出強大的力氣。                                    |
| 大崎 サチコ（外號: サッチン） | 小芬           | 沙珍           | 小明的同班同學，戴眼鏡的少女，好勝心強，在作品中一般是擔任吐槽的角色。正在練習芭蕾舞。                                            |
| 上野 一平（外號: ボテボテ）   | 大胖           | 阿福           | 小明的同班同學，經常與小明吵架，雖然粗魯，不過內心善良。在棒球隊擔任隊長。對恐龍的知識十分了解。                                  |
| ダビデ                        | 大衛           | 達弟           | 於第6集登場，小莉在巴比多星球的同班同學。性格自大且容易吃醋。一開始對地球人採取敵對的態度（不過最終回要回星球時卻捨不得的哭了）。 |
| チョンボ8世                   | 相公           | 乖乖鳥8世      | 博士製造的機器人，工作勤快，可是有點迷糊。                                                                                        |
| ケペくん                      | 小毛球         | 超腦           | 太空船木蘭號（日語原名: ポシェット号）的電腦，負責太空船的操作。有時會與同為機器人的相公鬥嘴。                                    |

## 出版書籍
| 卷數 | 標題                              | 小學館         | 小學館                 |
| 卷數 | 標題                              | 發售日期       | ISBN                   |
| ---- | --------------------------------- | -------------- | ---------------------- |
| 1    | （食物的行蹤 : 消化、吸收）       | 1985年1月初版  | ISBN 978-4-09-297001-4 |
| 2    | （暢流的血液 : 呼吸、循環、排泄） | 1985年1月初版  | ISBN 978-4-09-297002-1 |
| 3    | （人類的進化史 : 進化）           | 1985年8月初版  | ISBN 978-4-09-297003-8 |
| 4    | （身體的構造 : 皮膚、肌肉、骨骼） | 1985年10月初版 | ISBN 978-4-09-297004-5 |
| 5    | （思考、感受 : 腦、神經、感覺）   | 1985年10月初版 | ISBN 978-4-09-297005-2 |
| 6    | （身體的功能 : 健康、成長）       | 1985年12月初版 | ISBN 978-4-09-297006-9 |
| 7    | （身體迷魂陣 : 猜迷、遊戲）       | 1986年1月初版  | ISBN 978-4-09-297007-6 |
| 8    | （身心輔導 : 分析、指導）         | 1986年3月初版  | ISBN 978-4-09-297008-3 |

### 正體中文版
臺灣曾有兩間出版社代理發行正體中文版，分別為地球出版社於1986年以《小醫師》為名發行，以及長鴻出版社於1994年以《身體列車》為名發行。

## 製作人員
- 兼修·指導 - 中野昭一
- 漫畫 - 井上大助（日语：井上大助）
- 企劃·原案 - 科學評論家佐伯誠一
- 構成·腳本 - 杉原惠
- 構成·協力 - 若櫻木虔
- 作畫協力 - 小沼洋一
- 版面設計 - DOM、DOM
- 文字設計 - 金井和夫
- 執行編輯 - Editorial Planning